# Nāḩiyat al ‘Arīqah
Nāḩiyat al ‘Arīqah (arabiska: ناحية عريقة, ناحية العريقة) är ett subdistrikt i Syrien.   Det ligger i provinsen as-Suwayda', i den sydvästra delen av landet, 70 km söder om huvudstaden Damaskus.
Omgivningarna runt Nāḩiyat al ‘Arīqah är i huvudsak ett öppet busklandskap. Runt Nāḩiyat al ‘Arīqah är det glesbefolkat, med 10 invånare per kvadratkilometer.